# Star Wars Jedi: Fallen Order
Star Wars Jedi: Fallen Order (в России издаётся под названием «Звёздные войны. Джедаи: Павший Орден») — компьютерная игра в жанре action-adventure, разработанная американской студией Respawn Entertainment и изданная компанией Electronic Arts в ноябре 2019 года для Windows, PlayStation 4 и Xbox One; в июне 2021 года игра была перевыпущена для консолей девятого поколения — PlayStation 5 и Xbox Series X/S. Это первая игра Respawn Entertainment по вселенной «Звёздных войн». Действие Fallen Order происходит в промежутке между событиями фильмов «Месть ситхов» и «Новая надежда». Галактическая Империя истребила большинство членов Ордена джедаев; молодой падаван Кэл Кестис, один из немногих выживших, вместе с новыми друзьями и союзниками отправляется в путешествие по Галактике в надежде восстановить Орден. По мере прохождения игры герой посещает различные планеты, где должен сражаться с теми или иными врагами, исследовать локации и решать головоломки. Боевая система Fallen Order требует от игрока своевременно блокировать удары врагов световым мечом, парировать или уворачиваться от них.
Разработка игры началась в 2014 году, когда Стиг Асмуссен, известный участием в создании God of War III, присоединился к Respawn Entertainment, и вместе со своей командой приступил над новым проектом, который превратился в игру по «Звёздным войнам». Асмуссен стал главным руководителем  Fallen Order, сценарий писали Аарон Контрерас, Мэнни Хагопян, Крис Авеллон, Меган Фаусти и Мэтт Михновец. В работе над игрой участвовали голливудские актёры, как Камерон Монахэн, Дебра Уилсон, Дэниел Робук и Форест Уитакер — они послужили моделями для внешности персонажей и озвучивали их реплики.
Star Wars Jedi: Fallen Order получила в основном положительные отзывы от критиков — основными её плюсами называли боевую систему, которую описывали как «бросающую вызов игроку», и «разнообразные и сложные» миры. Игра получила ряд номинаций на различные награды в области компьютерных игр. Fallen Order также оказалась коммерчески успешной — к концу мая 2020 года было продано более 10 миллионов копий игры. В мае 2022 года Respawn Entertainment и Electronic Arts анонсировали продолжение — Star Wars Jedi: Survivor.

## Игровой процесс

Игровой процесс Fallen Order. Кэл сражается с Девятой Сестрой. В левом нижнем углу находится счётчик количества «стимов» и шкала здоровья. Шкала Силы джедая находится снизу посередине. Сверху — шкала здоровья босса

Star Wars Jedi: Fallen Order представляет собой action-adventure от третьего лица с элементами метроидвании. Игрок управляет джедаем-падаваном Кэлом Кестисом. Он исследует семь планет Галактики, каждая из которых представляет собой большой «полуоткрытый мир» — Бракка, Богано, Зеффо, Кашиик, Датомир, Илум и Нур. На всех планетах игрок занимается их исследованием, решением головоломок и сражается с противниками — Кэлу противостоят имперские штурмовики, дроиды, враждебные монстры и охотники за головами. Его постоянным спутником является маленький дроид-астромех BD-1 — этот дроид может сканировать местность, сообщая игроку полезные сведения о мире и персонажах игры, а также исцеляет Кэла в схватках. На каждой планете множество секретов и путей, поэтому игрок должен часто смотреть на карту, которая не даёт подсказок по поводу кратчайшего пути, но подсвечивает неисследованные области. Помимо этого, там можно отыскать множество предметов, от которых исходит «отзвук» — это местный аналог записок и аудио-дневников; в «отзвуках» можно встретить отсылки к знакомым событиям и персонажам вселенной «Звёздных войн».
Боевая система игры, схожая с Sekiro: Shadows Die Twice, требует от игрока своевременно блокировать удары врагов световым мечом, парировать или уворачиваться от них. При некоторых атаках враг подсвечивается красным — такую атаку нельзя заблокировать, от неё можно лишь увернуться. Враги отличаются друг от друга поведением и атаками, и игрок должен внимательно следить за каждым новым противником, чтобы узнать, каких атак от него можно ждать и как им противостоять. В Fallen Order также присутствуют элементы платформера; если Кэл случайно упадёт в пропасть, то игра вернёт его на платформу с некоторой потерей очков здоровья. В Fallen Order четыре уровня сложности, различающиеся по трём параметрам: размер окна для парирования, уровень получаемого урона и то, насколько активно будут реагировать враги на появление Кэла.
Сохраняться можно не в любом месте — нужно искать в мире игры «круги медитации», особые контрольные точки, подобные «кострам» из Dark Souls. При медитации у персонажа восстанавливается здоровье, запас лечебных предметов-«стимов» и шкала способностей, но воскресают и ранее побеждённые враги на локации. По мере прохождения игры игрок набирает очки опыта — накапливая достаточное количество очков, Кэл в режиме медитации может научиться новым приёмам и способностям или улучшить уже имеющиеся. В случае гибели героя собранные очки опыта теряются, но их можно вернуть, найдя и ударив того же самого врага, который убил героя в последний раз. Однако в случае повторной смерти эти очки пропадают окончательно. Некоторые новые способности Кестис приобретает и осваивает просто по мере продвижения по сюжету — благодаря им можно попасть в ранее недоступные места. Например, Кэл улучшает свою способность «замедление», благодаря которой время замораживается, за счёт чего джедай сможет за некоторое время нанести удары противнику. Игрок также может найти в локациях различные ящики, в которых находятся новая одежда для джедая и его дроида или цвета или деталь для светового меча. Игрок имеет возможность персонализировать своего джедая, а также его корабль «Богомол», с помощью которого Кэл вместе со спутниками путешествует по Галактике.

## Сюжет

### Сеттинг и персонажи

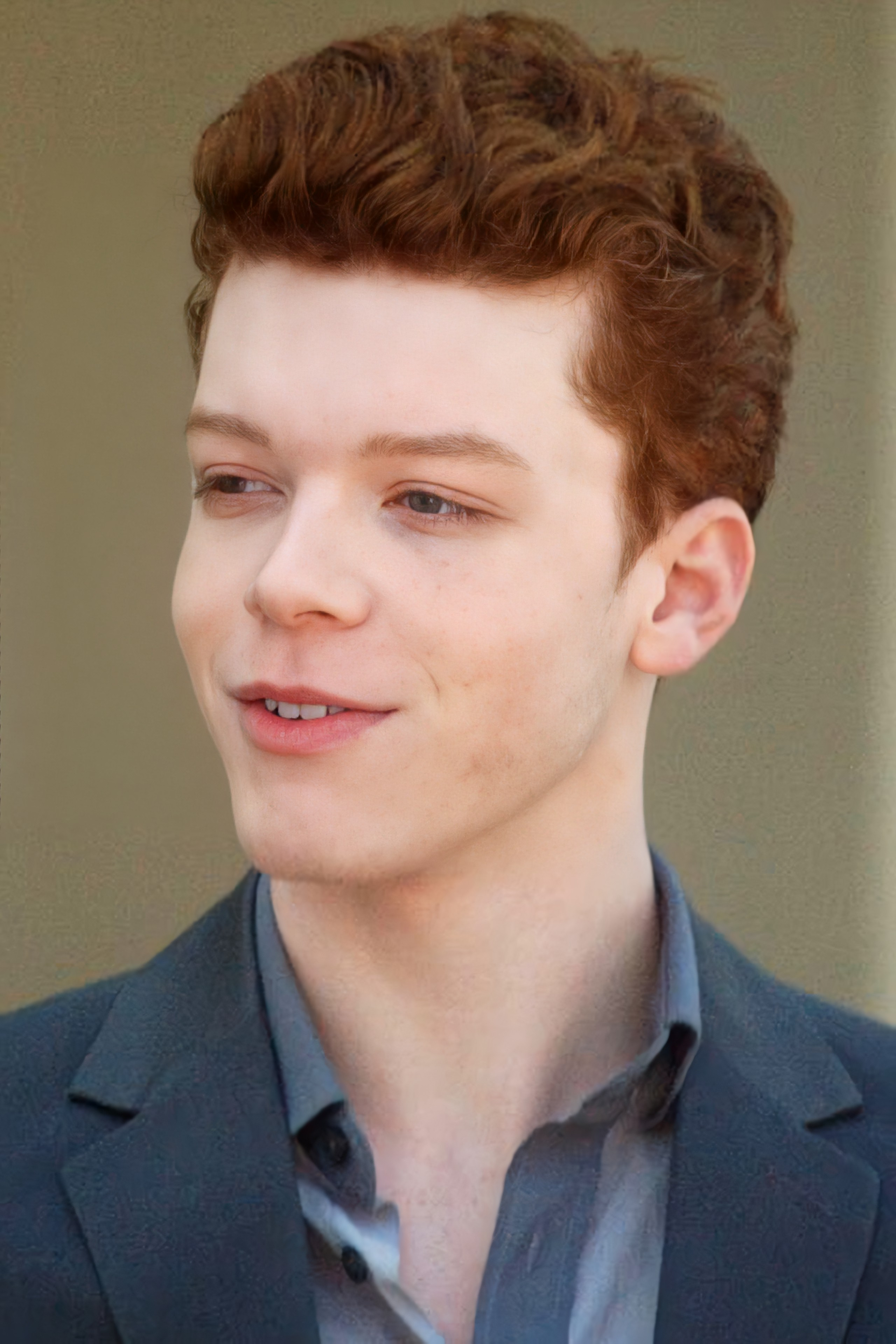
Главную роль в игре исполнил Камерон Монахэн

Действия Fallen Order проходят между третьим и четвёртым фильмами «Звёздных войн» — спустя пять лет после преобразования Галактической Республики в эпоху правления Империи под руководством Шива Палпатина. Почти весь Орден джедаев уничтожен, многие его члены были убиты в рамках исполнения «Приказа 66» — обладая высшей властью в Галактике, Империя стремится выследить и полностью истребить оставшихся в живых джедаев.
Главным героем является падаван в бегах Кэл Кестис (Камерон Монахэн), вынужденный скитаться по Галактике, чтобы избежать смерти от Империи. Ему помогают дроид BD-1, расчётливый и безжалостный партизан Со Геррера (Форест Уитакер), бывший рыцарь-джедай Цере Джанда (Дебра Уилсон), стремящаяся восстановить павший Орден джедаев, и инопланетянин Гриз Дритус (Дэниел Робук), являющийся пилотом корабля «Богомол». Противостоять им будут охотница за джедаями Вторая Сестра и Девятая Сестра — инквизитор, безжалостно расправляющаяся со своими жертвами.

### Сценарий
Через пять лет после исполнения «Приказа 66» и начала Великого истребления джедаев молодой человек и бывший падаван Кэл Кестис скрылся от представителей новой Галактической Империи. На планете Бракка он занимается демонтажом и утилизацией республиканских и сепаратистских боевых кораблей времён Войн Клонов, и однажды был вынужден применить Силу для спасения своего друга и коллеги Прауфа от верной гибели. Инцидент стал известен властям, и для поимки Кэла на планету прибыли два инквизитора: Вторая и Девятая Сёстры вместе с элитными штурмовиками-охотниками. Прауф, находясь в долгу перед Кэлом за своё спасение, признаётся в своих взглядах насчёт Империи, и Вторая Сестра, согласившись с его словами, убивает его. Кэл не выдерживает этого и активирует свой световой меч, тем самым раскрыв себя. После всего произошедшего, Кэл сбежал, столкнувшись в неравной схватке со Второй Сестрой незадолго до спасения бывшим рыцарем-джедаем Цере Джандой и пилотом корабля «Жалящий Богомол» Гризом Дритусом.
Цере взяла Кэла в путешествие на планету Богано, понадеявшись, что юноша поможет найти доступ в древнее хранилище. На пути туда Кестис познакомился с маленьким дроидом BD-1, который показал ему сообщение от бывшего мастера-джедая Эно Кордовы. В послании сообщалось, что хранилище было построено древней цивилизацией зеффо, а в спрятанном Кордовой джедайском голокроне содержится список и координаты чувствительных к Силе детей во всей галактике. Цере посчитала, что с помощью этого списка удастся возродить Орден Джедаев, но для проникновения в хранилище придётся следовать путём Кордовы и пройти все его испытания, чтобы научиться видеть таинства Силы, как это умели зеффо. BD-1 станет ключом к успеху в этом предприятии, так как в нём хранится немало полезной информации. Кэл для начала отправился на родной мир цивилизации зеффо — планету Зеффо, где изучил гробницу мудреца Эйлрама и нашёл подсказку, ведущую к местонахождению на планете Кашиик друга мастера-джедая — вождя вуки Тарффула. Впоследствии Кэл починит свой световой меч — он добавит вторую половину рукояти к своему мечу и сделает его двухклинковым, таким же, как у его погибшего в ходе исполнения Приказа 66 учителя — мастера-джедая Джаро Тапала.
На Кашиике Кэл устроил диверсию, угнав один из имперских шагоходов AT-AT, в котором направился к лесам, где встретил известного повстанца Со Герреру, и объединился с ним. Вместе они победили имперцев и освободили рабов-вуки. Не найдя Тарффула, юноша вернулся на Зеффо, чтобы найти новые подсказки относительно хранилища голокрона. Там Кэл снова столкнулся со Второй Сестрой, которая оказывается тем самым бывшим падаваном Цере, о котором та рассказывала ранее — Триллой Судури. Девушка рассказала, что была захвачена Империей после того, как её наставница под пытками выдала её местонахождение. Перед уходом Кэла инквизитор предупредила, что в душе его нового учителя кроется тьма, а также о неизбежном, по её мнению, предательстве со стороны Цере.
Пробравшись в гробницу мудреца Миктрулла, Кэл узнал, что для открытия входа в хранилище необходим артефакт зеффо — астриум, и теперь герой намерен отыскать его, где бы и чем бы он ни был. Но на обратном пути к Богомолу Кэла взял в плен охотник за головами из Сброда Гаксиона. Кэл очнулся на их базе без меча и BD-1, и ему нужно их забрать.
После того, как Кэл воссоединился со своим дроидом, ему пришлось принять участие в гладиаторских боях на арене умбаранского криминального лорда Сорка Тормо, где ему вернули его оружие. Парню удалось сбежать при помощи Цере и Гриза. Затем Кэл начинает выяснять отношения с Цере, не сказавшей Кэлу всей правды о Трилле, однако их спор прервало сообщение с Кашиика — повстанцы нашли Тарффула, и он хочет встретиться с Кэлом. Гриз, у которого были немалые долги перед Сбродом Гаксиона, из-за которых Сброд и пленил Кэла, просит прощения у Кэла за то, что подверг его такой опасности. Команда возвращается на Кашиик, и Кэл находит Тарффула в низинах Теневых Земель. Тот рассказал, что Кордова обрёл мудрость на вершине Первого древа и ответы на все вопросы нужно искать именно там. На пути туда Кэл подвергся нападению корабля Девятой Сестры, чей истребитель выдержал атаку гигантского летающего существа — похожего на дракона птицы Шиио. Кэл излечил животное, которое в благодарность за помощь довезло его на себе прямо к вершине. Там юноша нашёл запись Кордовы, согласно которой ещё один астриум находится в гробнице мудреца Куджета на планете Датомир. После этого Кэла выследила Девятая Сестра, что пришла по его душу, которую он побеждает, отрубив ей правую руку. Девятая Сестра в ярости пытается продолжить борьбу и предупреждает, что Кэлу и его друзьям не остановить Империю, угрожая, что их поймают и казнят, но Кэл с помощью Толчка Силы сбросил её с Первого древа.
После возвращения на Богомол, Цере рассказывает Кэлу всё, что случилось с ней и Триллой: когда Цере была схвачена, она держалась под пытками, упорно отказываясь выдавать местоположение своего падавана, но тут появился некто, известный как «Тёмная Тень» — тот, кто был хуже любого кошмара, и сумел сломить Цере и заставить её выдать Триллу, на что парень сказал, что Цере прошла через то же, что и инквизиторы, но не присоединилась к ним, и больше он не держит зла на неё. Богомол прилетает на Датомир, где исследованиям Кэла пытается помешать сестра ночи Меррин, считающая джедаев ответственными за уничтожение её народа в ходе Войн Клонов. Также Кэл встретил некого «Странника», который, по его словам, изучал множество вещей. Кэл, путешествуя по Датомиру, вспомнил тот день, когда на звёздном разрушителе «Венатор» над планетой Бракка, во время своей очередной тренировки, клоны под командованием Джаро Тапала начали выполнение «Приказа 66». Кэл и Джаро смогли уйти, но мастер-джедай пожертвовал своей жизнью, чтобы спасти мальчика, перед смертью он подарил ему уцелевшую половину своего повреждённого выстрелом меча (поскольку ранее Кэл потерял своё оружие, когда защищался от клонов) и дал последнее наставление: верить только в Силу. После этого Кэл подвергся атаке фантома Джаро, который вывел его световой меч из строя. Далее герой вновь встретил «Странника», который открыл ему свою истинную личность — он оказался Тароном Маликосом, выжившим джедаем, совершившем в ходе истребления аварийную посадку на этой планете, и после этого он начал изучать магию сестёр тьмы. Он был готов обучить Кэла управлению Тёмной стороной Силы, но получил отказ, и в итоге сбежал после нападения Меррин. Кэлу также пришлось бежать от орд зомби, призванных разгневанной Сестрой Ночи. На борту Богомола Цере рассказала, что весть о становлении Триллы инквизитором временно привела её к падению на Тёмную сторону, из-за чего она навсегда отказалась от применения Силы. После путешествия на Илум, где Кэл нашёл новый кайбер-кристалл и изготовил свой собственный двухклинковый световой меч, состоящий из рукоятей мечей Цере и Джаро и способный разделяться на два отдельных меча, он вновь вернулся на Датомир, где нашёл астриум и преодолел вину за смерть Джаро. Маликос снова предложил Кэлу перейти на Тёмную сторону, но вновь получил отказ, и в результате нападает на джедая. Кестис победил падшего джедая при помощи Меррин, которая похоронила Маликоса заживо. После разговора с Кэлом Меррин согласилась присоединиться к экипажу «Богомола».
Они возвращаются на Богано, где Кэл с помощью астриума открыл проход в хранилище и нашёл голокрон. Герою видится страшное видение, в котором найденных им детей захватывают в плен штурмовики, а он сам становится очередным инквизитором. Внезапно на него нападает Трилла, которая после поражения от Кэла, почувствовавшего отзвук Силы её меча и видевшего её историю (психометрия на этот раз сыграла с Кэлом злую шутку), крадёт голокрон и сбегает. На борту «Богомола» Кэл выражает сожаление, что не знал, через что Цере и Трилла прошли. Цере, воспрянув духом, решает вновь открыться Силе и возобновляет свой статус джедая, и притянув меч Триллы, она по праву Совета и по воле Силы, посвящает Кэла в полноценного рыцаря-джедая. Вместе они проникают в Инквизиторий, расположенный в водах планеты Нур, спутника Мустафара. Кестис достигает камеры для допросов, где вновь подвергается нападению разъярённой Триллы, но на этот раз он окончательно побеждает её и забирает голокрон. Цере пытается помириться со своей бывшей ученицей, что ей почти удалось, но неожиданно появляется та самая «Тёмная Тень», тот, кто хуже любого кошмара — тёмный лорд ситхов Дарт Вейдер. Он убивает Триллу в наказание за провал миссии, последнее, что та сказала Цере перед смертью: «Отомсти за нас!». Цере приказывает Кэлу бежать и сама нападает на Вейдера, но тот с лёгкостью сбрасывает её в пропасть. Не имея какой-либо возможности одолеть Вейдера, Кэл вынужден спасаться бегством. Спустя короткое время, Вейдер настигает его и требует отдать голокрон, на что получает отказ, и в итоге ситх перехватывает контроль над мечом Кэла и ранит в бок. Кэла спасает Цере, но она сама вновь оказывается в опасной близости к Тьме, что чувствует Вейдер. Кэлу и Цере, при помощи BD-1 и Меррин, чудом удаётся покинуть планету, устроив затопление в помещении Инквизитория. На борту «Богомола» команда решает, что делать с голокроном. Вспомнив страшное видение на Богано, Кэл решает, что судьбу чувствительных к Силе детей всей Галактики нельзя привязывать к одному голокрону, а стоит доверить Силе, после чего уничтожает голокрон своим мечом, тем самым сильно усложнив Империи задачу по поиску детей. На этом их миссия окончена, и джедай спрашивает соратников, что им теперь делать дальше.

## Разработка
Работа над проектом началась в 2014 году, когда в Respawn Entertainment вместе со своей командой пришёл геймдизайнер Стиг Асмуссен — ранее он принимал участие в создании God of War III. В течение двух лет разработки на тот момент ещё безымянный и никому не известный проект превратился в игру по вселенной «Звёздных войн». В 2016 году было объявлено, что Respawn совместно с издателем Electronic Arts и Lucasfilm работает над игрой по «Звёздным войнам», которая будет с видом от третьего лица. Разработчики с самого начала хотели, чтобы игра специализировалась на джедаев, но Lucasfilm же предлагали игру про охотников за головами. Однако Стиг Асмуссен заявил, что создание игры про них не является их целью, добавив, что «с таким же успехом, от нас можно требовать гоночную игру, и вряд ли кто-то будет доволен нашей работой». В итоге Lucasfilm всё же согласилась на разработку игры про джедаев, но с условием, что главный герой не будет слишком сильным. Перед созданием Fallen Order Respawn отказалась от продолжения работы над другой безымянной игрой.
Для создания игры на пост главного сценариста пригласили Аарона Контрераса (он был одним из сценаристов Mafia III), а ему в помощники по сюжету — Мэнни Хагопяна (один из сценаристов Titanfall 2) и Криса Авеллона (Star Wars: Knights of the Old Republic II, Fallout 2 и Prey). За написание героев отвечали Мэтт Михновец, ранее работавший над играми Lucasfilm, и Меган Фаусти. Главным дизайнером уровней стал Джефф Магерс. В качестве временного промежутка игры Respawn выбрали третий и четвёртый фильм, поскольку, как говорил Джефф Магерс, «это идеальный период для героя, который представляет собой мерцающий луч света в эти поистине тёмные времена». Целью разработчиков было создание той игры, в которой «игрок мог бы стать рыцарем-джедаем, как никогда раньше». Они также задумали ввести в игру множество различных планет, которые игрок мог бы свободно исследовать. По словам Джеффа Магерса, разработчики хотели сделать планеты отличающимися друг от друга — геймплей на каждой из них должен был быть уникальным. Изначально главным героем игры должна была стать темнокожая женщина, однако Respawn отказались от этой идеи, ссылаясь на присутствие двух таких женщин в Fallen Order, а в трилогии фильмов-сиквелов место главного героя также заняла девушка — Рей. Разрабатывая боевую систему к Fallen Order, Стиг Асмуссен хотел, чтобы схватки с противниками были «по-рыцарски умными и продуманными», а также требовали от игрока особого подхода. В её создании Стиг вдохновлялся играми Dark Souls и Bloodborne, а также The Legend of Zelda: The Wind Waker и серией Batman: Arkham. Кроме того, на дизайн самих локаций оказала влияние серия Metroid, особенно Metroid Prime. Боевая система Fallen Order схожа с Sekiro: Shadows Die Twice — Асмуссен называл это сходство «совпадением», но то же время находил сравнения с «Sekiro со световыми мечами» даже приятными — по его словам, и Sekiro, и Fallen Order показывали, что можно делать боевые системы такого типа, не привязывая все действия в бою к полоске выносливости и давая игроку больше свободы действий. То, что появляются и другие подобные игры, Асмуссен счёл «положительной вещью». В игре отсутствуют какие-либо моменты с расчленением человеческих противников — такими были требования Disney и Lucasfilm.
В отличие от предыдущих игр Respawn, разработанных на движке Source, Star Wars Jedi: Fallen Order создана на Unreal Engine 4 — этот движок Асмуссен выбрал на самых ранних порах разработки и в дальнейшем был благодарен себе за это решение: Unreal «в самый раз» подходил для игр такого рода, к тому же разработчиков на Unreal было легко найти. Другие внутренние студии Electronic Arts в эти годы обычно использовали движок Frostbite, но разработка Fallen Order началась ещё до того, как Respawn потеряла независимость, и во времена выбора движка EA ещё не была издателем, так что Стиг Асмуссен даже не рассматривал Frostbite как возможный вариант. Работа над звуковыми эффектами проводилась в сотрудничестве с британской студией Criterion Games. Ведущий автор диалогов игры Харрисон Дойч рассказал, что диалоги на вымышленном языке вселенной «Звёздных войн» были сначала написаны на английском, а позже переделывались на свой лад импровизацией. «Каждый актёр, озвучивающий инопланетных существ, сначала отыгрывал на английском языке, а потом импровизировал, самостоятельно создавая их язык» — говорил Дойч. В создании звука участвовал также звукорежиссёр киносаги Бен Бёртт — он «озвучивал» звуки, издаваемые дроидом BD-1.
Саундтрек к Fallen Order написан Горди Хабом и Стивеном Бартоном. Несмотря на это, в игре звучат также композиции из киносаги, написанные Джоном Уильямсом. Хаб заявил, что включение музыки Уильямса в игру необходимо, чтобы «напомнить игрокам, что его композиции — неотъемлемый канон „Звёздных войн“», однако старался избегать их прослушивание, так как хотел создать для Fallen Order что-то новое. Это не первый их опыт над созданием игрового саундтрека — Хаб писал музыку к Star Wars: The Old Republic, Star Wars: Battlefront и Star Wars: Battlefront II, а Бартон — к Titanfall, Titanfall 2 и Apex Legends. Запись проходила в студии «Эбби-Роуд» при участии лондонского симфонического оркестра. По словам звукорежиссёра Ника Лавирса, саундтрек должен «вызвать воспоминания об оригинальной трилогии своей атмосферой 70-х годов, будучи футуристичным». Горди Хаб также говорил, что партитура игры была «мрачной», а некоторые композиции «граничат с готическим ужасом». Сочинение заглавной темы для Кэла было одной из тяжёлых задач для дуэта композиторов — Кэл проходит героическое путешествие, и музыка не может предвосхищать слишком многое в его развитии как персонажа, особенно в начале игры. Кроме этого, монгольская рок-группа The Hu специально к Fallen Order написала песню «Sugaan Essena» — первоначально её текст был написан на монгольском, а затем был переработан под вымышленный язык «Звёздных войн».

## Выпуск
Star Wars Jedi: Fallen Order была впервые анонсирована на E3 2018 года. Было заявлено, что в игре будет полное отсутствие мультиплеера и микротранзакций. Игра была выпущена 15 ноября 2019 года на Windows, PlayStation 4 и Xbox One за месяц до премьеры девятого эпизода «Звёздные войны: Скайуокер. Восход». Через год Fallen Order вышла в видеостриминговом сервисе Stadia. О версии на Nintendo Switch один из представителей издателя заявил, что «какой бы удивительной платформой Switch не была, планов по выпуску игры на неё у нас нет». В момент выхода экшена, продюсер Battlefield V Якуб Аджамал написал, что аудитории не стоит проходить мимо новинки, чтобы доказать Electronic Arts наличие спроса на однопользовательские проекты. Игра продаётся в двух изданиях — обычном и «Deluxe». «Deluxe» включает в себя дополнительные раскраски для BD-1 и корабля «Богомол», цифровой артбук и видеоматериалы со съёмок. При этом за предзаказ обеих версий игрок мог получить в подарок «пчелиный» облик для дроида, золотую краску для «Богомола», два элемента кастомизации рукояти светового меча и оранжевый цвет светового меча. За месяц до выхода, Electronic Arts представил коллекционное издание, куда вместе с игрой вошли стилбук, коробка со светящимся в темноте логотипом, металлические значки и открытки с фольгой для эффекта золочения. 4 мая 2020 года, в честь Дня «Звёздных войн», было выпущено бесплатное обновление, включающее дополнительный режим, «Новую игру+» и различные скины для Кэла и BD-1. 12 января 2021 года вышло ещё одно обновление на консолях PlayStation 4 и Xbox One, улучшающее производительность игры по обратной совместимости на PlayStation 5 и Xbox Series X/S. 11 июня Fallen Order вышла на PlayStation 5 и Xbox Series X/S. В ноябре 2020 игру включили в подписку EA Play, а в январе 2023-го она стала временно бесплатной игрой месяца на PlayStation 4 и PlayStation 5, доступной по подписке PlayStation Plus. На русский язык игру локализировала компания AllCorrect Group.

### Маркетинг
11 июня 2019 было объявлено о выпуске серии комиксов от Marvel Comics «Звёздные войны. Джедаи: Павший Орден — Тёмный храм» (англ. Star Wars Jedi: Fallen Order – Dark Temple), вышедшей в сентябре. В ней представлены флешбэки о событиях трилогии приквелов кинофраншизы. В ноябре издательство Dark Horse Comics выпустило артбук The Art of Star Wars Jedi: Fallen Order. К выходу Fallen Order Hasbro и Funko выпустили фигурки Кэла Кестиса и его дроида BD-1, Второй Сестры со штурмовиком. Дизайнеры LEGO Йенс Кроноволд Фредериксен и Майкл Ли Стоквелл заявили, что также планировался специальный набор конструктора, но из-за возрастных рейтингов Fallen Order компания отказалась от неё. Перед анонсом продолжения игры, Survivor, в сеть попали изображения набора по Fallen Order, в котором был представлен BD-1. С марта 2022 года в тематическом парке «Звёздные войны: Край галактики» продаётся рукоятка светового меча Кэла.
В честь выхода Fallen Order в Fortnite добавили облик имперского штурмовика, который был доступен до конца ноября, и различные тематические «пасхальные яйца». В декабре 2019 года в Apex Legends для героя Патфайндера стал доступен скин BD-1. Главная антагонистка игры, Вторая Сестра, в конце января 2022 года стала одним из играбельных персонажей бесплатной мобильной ролевой игры «Звёздные войны: Галактика героев».

## Отзывы критиков
| Сводный рейтинг       | Сводный рейтинг                     |
| Агрегатор             | Оценка                              |
| --------------------- | ----------------------------------- |
| GameRankings          | 78,21 %                             |
| Metacritic            | PC: 81/100 PS4: 79/100 XONE: 81/100 |
| Иноязычные издания    |                                     |
| Издание               | Оценка                              |
| Destructoid           | 8/10                                |
| Game Informer         | 8,75/10                             |
| GameSpot              | 8/10                                |
| GamesRadar+           | [ 7 ]                               |
| IGN                   | 9/10                                |
| PC Gamer (US)         | 73/100                              |
| Русскоязычные издания |                                     |
| Издание               | Оценка                              |
| 3DNews                | 9/10                                |
| PlayGround.ru         | 9/10                                |
| «Игромания»           | [ 78 ]                              |
| «Игры Mail.ru»        | 7,5/10                              |
| «Канобу»              | 8/10                                |

Star Wars Jedi: Fallen Order получила в целом положительные отзывы от критиков — сайт-агрегатор Metacritic присвоил версиям для Windows и Xbox One 81 балл из 100, а версии на PlayStation 4 — 79 баллов. Игра стала первой за 14 лет игрой по «Звёздным войнам» со средней оценкой на Metacritic выше 80 баллов.
Дэн Стэплтон из IGN поставил игре девять баллов из десяти, похвалив разнообразие локаций, звуки и визуальные эффекты, сравнимые с Star Wars: Battlefront II, эффектные анимации в схватках с противниками, а также боевую систему, способную «бросить вызов» игроку. Он также похвалил актёрскую игру Дебры Уилсон, сыгравшую роль Цере, которая, по его мнению, затмевает Камерона Монахэна в главной роли. При этом, он подверг критике модификации к световому мечу, которые почти никак не влияют на него во время боёв. Фил Хорншоу из GameSpot оценил её на восемь баллов, отметив обширные и интересные планеты, тщательно прописанных героев, а также схватки с противниками, «заставляющие хорошенько подумать». В качестве минусов он называл парирования ударов, которые иногда «не срабатывают» даже по таймингу, а также слишком медленно развивающееся повествование, из-за чего к героям проникаешься только ко второй половине игры за счёт углубления дружеских отношений между ними. Бен Тайрер из GamesRadar+ присудил игре четыре звезды из пяти, похвалив бои, позволяющие почувствовать себя настоящим джедаем, и загадки, выполненные в стиле Tomb Raider. Параллельно, он положительно высказался о системе развития навыков Кэла, которая существенно помогает игроку в исследовании планет, и героев игры, особенно BD-1 и Вторую Сестру. Тайрер в качестве минусов отмечал графику.
Эндрю Райнер из Game Informer написал, что самым приятным аспектом Fallen Order является исследование великолепно проработанных локаций, наполненных кучей секретов и задач. Он положительно высказался о сюжете, назвав его «захватывающим», и флешбэках, показывающих и персонажей, и сюжетный конфликт с новых сторон. Райнер, впрочем, нашёл боевую систему Fallen Order не до конца отполированной и указывал на мелкие, но многочисленные проблемы — не всегда «читаемые» анимации врагов и странные сбои в их поведении, не всегда срабатывающее лечение, «магическое» появление героя на платформе, если он упал с её края во время боя. Журнал Time назвал игру «первой отличной видеоигрой по „Звёздным войнам“ за десять лет».

### Продажи и награды
За первую неделю продаж версия для PlayStation 4 в Японии разошлась тиражом в 27 тысяч копий, что сделало её пятой самой продаваемой розничной игрой недели. В Великобритании же она заняла второе место в идентичном чарте, при этом 66 % продаж пришлись на версию для PlayStation 4, а остальные 34 % — на Xbox One. В течение первых двух недель после выхода Star Wars Jedi: Fallen Order стала самой продаваемой игрой по цифровой дистрибуции среди всех игр по «Звёздным войнам». К концу ноября было продано более двух миллионов копий в цифровом распространении, благодаря чему Fallen Order стала третьей самой продаваемой игрой ноября на консолях. На ПК за тот же период она заняла шестое место. К январю 2020 года общие продажи игры составили 8 миллионов копий, к концу мая — больше 10 миллионов. При этом по состоянию на май 2021 года Fallen Order остаётся второй самой продаваемой игрой по «Звёздным войнам» в США, уступая только Star Wars: Battlefront. На июль 2021 года в игру в общей сложности сыграло более 20 миллионов игроков.
Fallen Order была номинирована на ряд престижных наград в области компьютерных игр. В частности, она получила три награды на церемонии Titanium Awards в категориях «Игра года», «Лучшая приключенческая игра» и «Лучший дизайн», две на NAVGTR Awards в номинациях «Экшен» и «Звуковые эффекты» и одну на D.I.C.E. Awards в категории «Лучшая приключенческая игра». Кроме этого, Fallen Order получила награды от ряда организаций за саундтрек. В 2020 году игра выдвигалась на The Game Awards 2020 в категории «Лучшая приключенческая экшен-игра», но уступила The Last of Us Part II. Steam включил Fallen Order в список лучших игр ноября 2019 года — она была номинирована на премию Steam в категории «Игра года», но в результате голосования игроков уступила Sekiro: Shadows Die Twice. По итогам пользовательского голосования сайта Metacritic Fallen Order заняла пятую строчку в списке лучших игр 2019 года. Редакция сайта «DTF» поставила Fallen Order на 12 место в списке лучших игр года.
| Год  | Премия                                                  | Категория                                                  | Результат | Источник                |
| ---- | ------------------------------------------------------- | ---------------------------------------------------------- | --------- | ----------------------- |
| 2019 | Game Critics Awards                                     | Лучшая игра                                                | Номинация | [ 102 ]                 |
| 2019 | Game Critics Awards                                     | Лучшая консольная игра                                     | Номинация | [ 102 ]                 |
| 2019 | Game Critics Awards                                     | Лучшая приключенческая игра                                | Номинация | [ 102 ]                 |
| 2019 | Titanium Awards                                         | Игра года                                                  | Победа    | [ 90 ]                  |
| 2019 | Titanium Awards                                         | Лучший дизайн                                              | Победа    | [ 90 ]                  |
| 2019 | Titanium Awards                                         | Лучшая приключенческая игра                                | Победа    | [ 90 ]                  |
| 2019 | Steam Awards                                            | Игра года                                                  | Номинация | [ 98 ]                  |
| 2020 | D.I.C.E. Awards                                         | Выдающееся достижение в написании персонажей (Гриз Дритус) | Номинация | [ 92 ] [ 103 ]          |
| 2020 | D.I.C.E. Awards                                         | Лучшая приключенческая игра                                | Победа    | [ 92 ] [ 103 ]          |
| 2020 | NAVGTR Awards                                           | Художественное оформление в фантастической игре            | Номинация | [ 91 ]                  |
| 2020 | NAVGTR Awards                                           | Режиссура                                                  | Номинация | [ 91 ]                  |
| 2020 | NAVGTR Awards                                           | Экшен                                                      | Победа    | [ 91 ]                  |
| 2020 | NAVGTR Awards                                           | Лучший актёр (Камерон Монахэн)                             | Номинация | [ 91 ]                  |
| 2020 | NAVGTR Awards                                           | Лучшая актриса (Дебра Уилсон)                              | Номинация | [ 91 ]                  |
| 2020 | NAVGTR Awards                                           | Монтаж звука                                               | Номинация | [ 91 ]                  |
| 2020 | NAVGTR Awards                                           | Звуковые эффекты                                           | Победа    | [ 91 ]                  |
| 2020 | SXSW Gaming Awards                                      | Игра года                                                  | Номинация | [ 104 ] [ 105 ] [ 106 ] |
| 2020 | SXSW Gaming Awards                                      | Достижения в игровом процессе                              | Номинация | [ 104 ] [ 105 ] [ 106 ] |
| 2020 | SXSW Gaming Awards                                      | Достижения в озвучивании                                   | Победа    | [ 104 ] [ 105 ] [ 106 ] |
| 2020 | SXSW Gaming Awards                                      | Достижения в визуальных эффектах                           | Номинация | [ 104 ] [ 105 ] [ 106 ] |
| 2020 | British Academy Games Awards                            | Озвучивание                                                | Номинация | [ 107 ]                 |
| 2020 | British Academy Games Awards                            | Сюжет                                                      | Номинация | [ 107 ]                 |
| 2020 | G.A.N.G. Awards                                         | Звук года                                                  | Номинация | [ 95 ]                  |
| 2020 | G.A.N.G. Awards                                         | Музыка года                                                | Победа    | [ 95 ]                  |
| 2020 | G.A.N.G. Awards                                         | Звуковое сопровождение                                     | Номинация | [ 95 ]                  |
| 2020 | G.A.N.G. Awards                                         | Лучший звук                                                | Номинация | [ 95 ]                  |
| 2020 | G.A.N.G. Awards                                         | Лучшие диалоги                                             | Номинация | [ 95 ]                  |
| 2020 | G.A.N.G. Awards                                         | Лучшая инструментальная музыка                             | Номинация | [ 95 ]                  |
| 2020 | G.A.N.G. Awards                                         | Лучшая песня («Cordova’s Theme»)                           | Победа    | [ 95 ]                  |
| 2020 | G.A.N.G. Awards                                         | Лучшее микширование звука                                  | Номинация | [ 95 ]                  |
| 2020 | Американское общество композиторов, авторов и издателей | Лучшая музыка года к видеоигре                             | Победа    | [ 93 ]                  |
| 2020 | The Game Awards                                         | Лучшая приключенческая экшен-игра                          | Номинация | [ 96 ]                  |
| 2020 | Ассоциация композиторов и авторов песен                 | Выдающаяся оригинальная музыка для интерактивных медиа     | Победа    | [ 94 ]                  |
| 2020 | Pégases Awards                                          | Лучшая иностранная игра                                    | Номинация | [ 108 ]                 |
| 2020 | New York Game Awards                                    | Премия за лучшую актёрскую игру в игре (Дебра Уилсон)      | Номинация | [ 109 ]                 |
| 2020 | Гильдия музыкальных супервайзеров                       | Лучшее музыкальное сопровождение в видеоигре               | Номинация | [ 110 ]                 |

## Продолжение
В январе 2022 года стало известно, что Respawn Entertainment занимается разработкой сиквела Fallen Order для Windows, PlayStation 5 и Xbox Series X/S. Известно, что издатель Electronic Arts одобрил сиквел сразу после выхода Fallen Order, а продолжение получит другой подзаголовок. Издательство также заявило, что Respawn трудится над ещё двумя играми по вселенной. 28 мая состоялся официальный анонс сиквела — Star Wars Jedi: Survivor; сообщается, что действие Survivor будет происходить спустя пять лет после событий  Fallen Order. Релиз продолжения был запланирован на 17 марта 2023 года. 7 марта также выйдет комикс «Звёздные войны. Джедаи: Павший Орден — Боевые шрамы» (англ. Star Wars Jedi: Battle Scars), который соединит события Fallen Order и Survivor. 1 декабря 2022 появился синопсис и обложка комикса — помимо игровых персонажей, в произведении появится Пятый брат из сериала про Оби-Вана Кеноби и анимационного сериала «Звёздные войны: Повстанцы», который устроит охоту на Кестиса. В конце января 2023-го Respawn написали в Твиттере о переносе релиза на 28 апреля для окончательной доработки. Спустя несколько месяцев после официального выхода Survivor авторы объявили, что в разработке находятся версии для PlayStation 4 и Xbox One.